# Friedrich Ernst Ludwig von Fischer
Friedrich Ernst Ludwig von Fischer (Halberstadt, 20 febbraio 1782 – San Pietroburgo, 17 giugno 1854) è stato un botanico russo di origine tedesca.

## Biografia
Fu il direttore dell'orto botanico di San Pietroburgo da 1823 al 1850.
Von Fischer pubblicò numerosi scritti scientifici, molti dei quali in collaborazione con altri autori, come Carl Anton von Meyer.

## Scritti
- Beitrag zur botanischen Systematik…, 1812
- Enumeratio plantarum novarum a cl. Schrenk lectarum, insieme a Carl Anton von Meyer, 1841-1842
- Sertum petropolitanum, insieme a Carl Anton von Meyer, 1846-1852
- Synopsis Astragalorum tragacantharum, 1853

| Fisch. è l'abbreviazione standard utilizzata per le piante descritte da Friedrich Ernst Ludwig von Fischer. Consulta l'elenco delle piante assegnate a questo autore dall'IPNI. |